# Cephalodella labiosa
Cephalodella labiosa är en hjuldjursart som beskrevs av Wulfert 1940. Cephalodella labiosa ingår i släktet Cephalodella och familjen Notommatidae. Inga underarter finns listade i Catalogue of Life.